# Enzo Cannavale
Vincenzo „Enzo“ Cannavale (* 5. April 1928 in Neapel; † 18. März 2011 ebenda) war ein italienischer Schauspieler meist komischer Rollen.

## Leben
Cannavale kam nach ausführlicher Bühnenerfahrung Mitte der 1960er Jahre zum Film. Er hatte neben Peppino und Eduardo De Filippo, mit Pietro Di Vico und Ugo D’Alessio Theater gespielt und bis dahin (erster Film 1949) in ganz wenigen Kinorollen Erfahrung gesammelt. Ab 1970 war er in einer enormen Anzahl von vor allem Komödien zu sehen, die meist fast immer Massenware darstellten. Gelegentliche Ausnahmen boten die Chance, von menschlicher Wärme geprägte Figuren gegen seine üblichen hektischen, überforderten, unter dem Pantoffel von Frauen oder Vorgesetzten stehenden kleinen Männer mit Halbglatze zu setzen. Diese interessanteren Parts spielte er für Pasquale Squitieri, Pasquale Festa Campanile, Salvatore Samperi und Giuseppe Tornatore. Steno besetzte ihn mehrmals als Kommissar im Zusammen- und Gegenspiel zu „Plattfuß“ Bud Spencer. Für das Fernsehen spielte Cannavale neben Gene Gnocchi in einer Serie unter Vittorio De Sisti, in denen er einen mitfühlenden Polizisten darstellen durfte.

## Filmografie (Auswahl)
- 1959: Sogno di una notte di mezza sbornia
- 1961: Leoni al sole
- 1962: Die vier Tage von Neapel (Le quattro giornate di Napoli)
- 1966: Unser Boß ist eine Dame (Operazione San Gennaro)
- 1967: Schöne Isabella (C'era una volta…)
- 1971: Im Auftrag der Cosa Nostra (Cose di Cosa Nostra)
- 1971: Roma Bene – Liebe und Sex inRom (ROma bene)
- 1971: Der schielende Heilige (Per grazia ricevuta)
- 1972: Camorra
- 1972: Alfredo Alfredo
- 1972: Pinocchio (Le avventure di Pinocchio) (Fernseh-Miniserie)
- 1972: Die Sünde (Bianco rosso e…)
- 1973: Sie nannten ihn Plattfuß (Piedone lo sbirro)
- 1975: Die Bumsköpfe (L’insegnante)
- 1975: Flotte Teens und heiße Jeans (La liceale)
- 1975: Plattfuß räumt auf (Piedone a Hong Kong)
- 1976: Hector, der Ritter ohne Furcht und Tadel (Il soldato di ventura)
- 1976: Das Hotel der heißen Teens (L’affitacamere)
- 1976: Zum Teufel mit der Jungernschaft (La segretaria privata di mio padre)
- 1977: A Man Called Magnum (Napoli si ribella)
- 1978: Plattfuß in Afrika (Piedone l’africano)
- 1978: Der Superbulle jagt den Paten (Squadra antimafia)
- 1978: Wie man seine Frau verliert und eine Freundin gewinnt (Come perdere una moglie… e trovare un'amante)
- 1979: Plattfuß am Nil (Piedone d’Egitto)
- 1979: Ein Superbulle gegen Amerika (Squadra antigangsters)
- 1979: Teenager-Liebe (John travolto… da un insolito destino)
- 1980: Erste Klasse (Un amore in prima classe)
- 1980: Ein nackter Po im Schnee (La settimana bianca)
- 1981: Männer mögen’s heiß (L’amante tutta da scoprire)
- 1981: Ein Schlitzohr außer Rand und Band (Delitto al ristorante cinese)
- 1982: Das verrückteste U-Boot der Welt (Il sommergibile più pazzo del mondo)
- 1984: Der Junge vom Land (Il ragazzo di campagna)
- 1988: Man spricht deutsh
- 1988: Cinema Paradiso (Nuovo cinema Paradiso)
- 1988: Der 32. Dezember (32 dicembre)
- 1990: Haus der Freuden (La casa del sorriso)
- 1990: Samstag, Sonntag, Montag (Sabato, domenica e lunedì)
- 2009: Ein KOch für alle Fälle (I delitti del cuoco) (Fernsehserie, 1 Folge)